# Cloud Lake
Cloud Lake è un comune degli Stati Uniti d'America, situato in Florida, nella Contea di Palm Beach.